# 绅士街 (格拉茨)

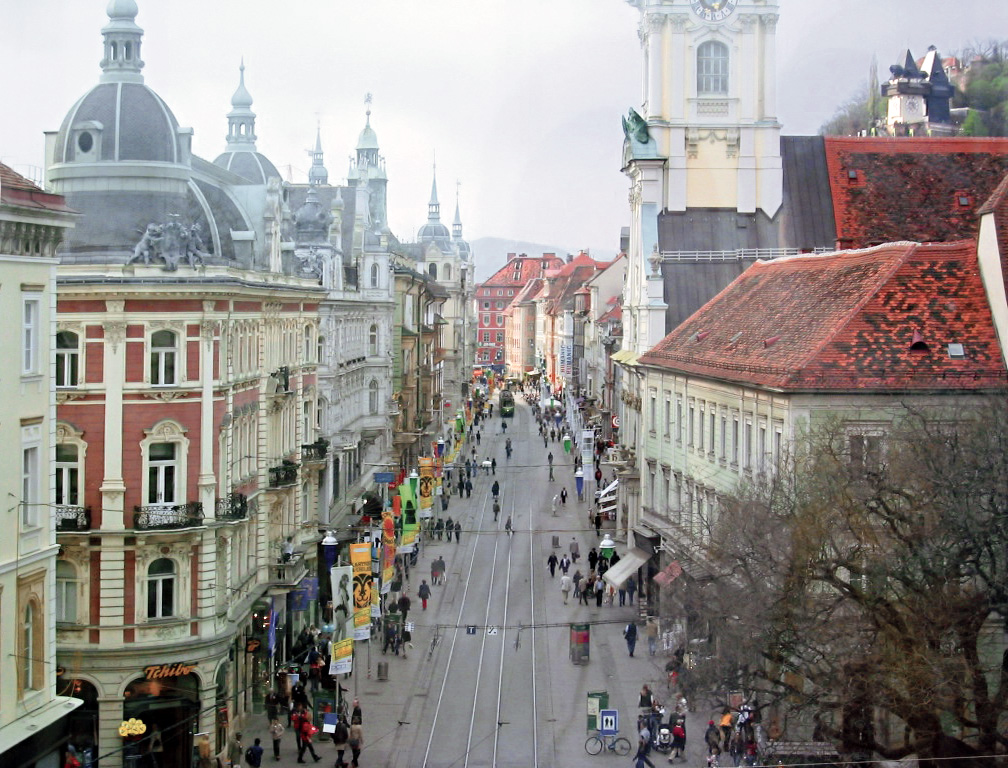
从南面看绅士街

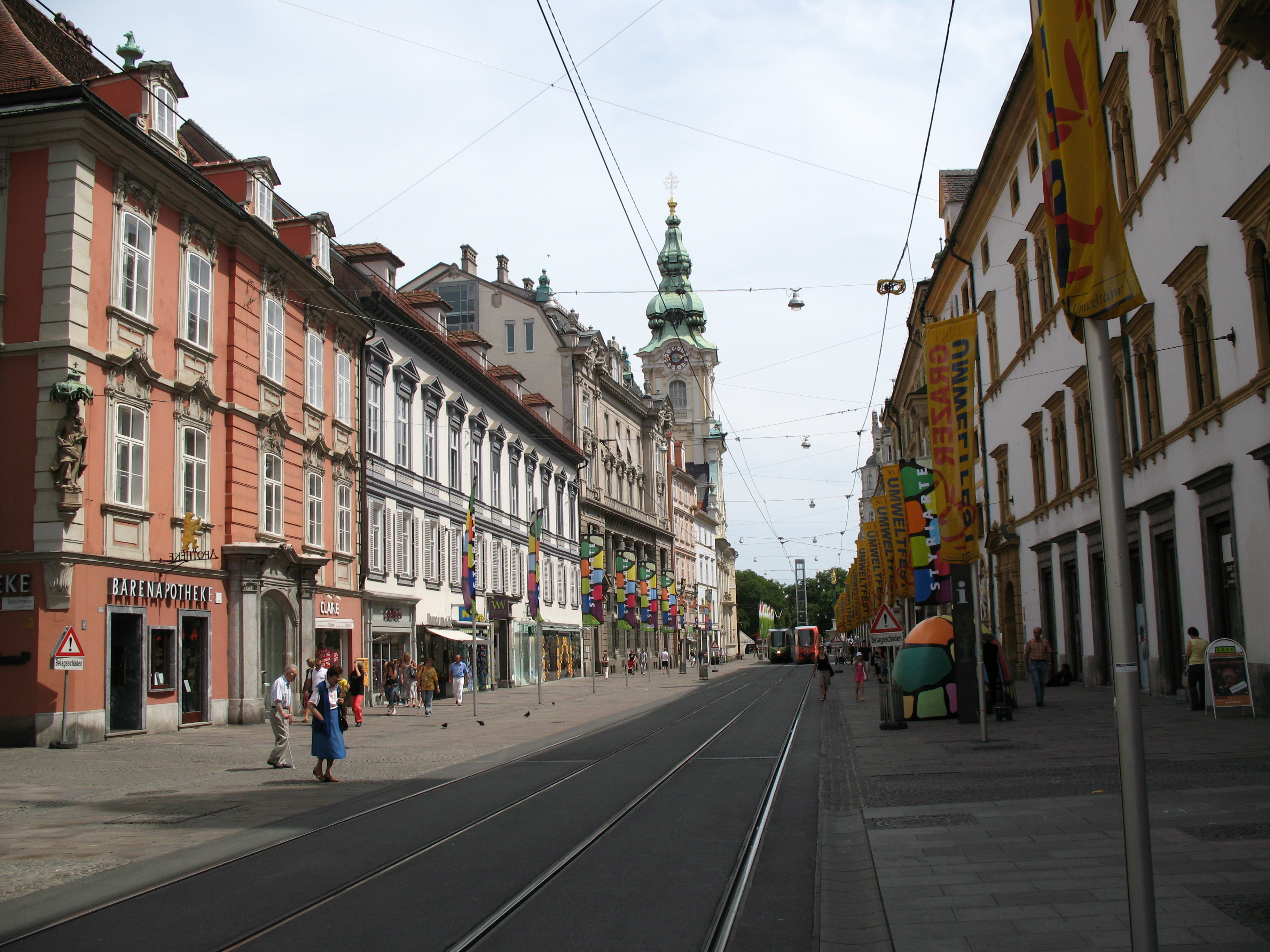
从北面看绅士街

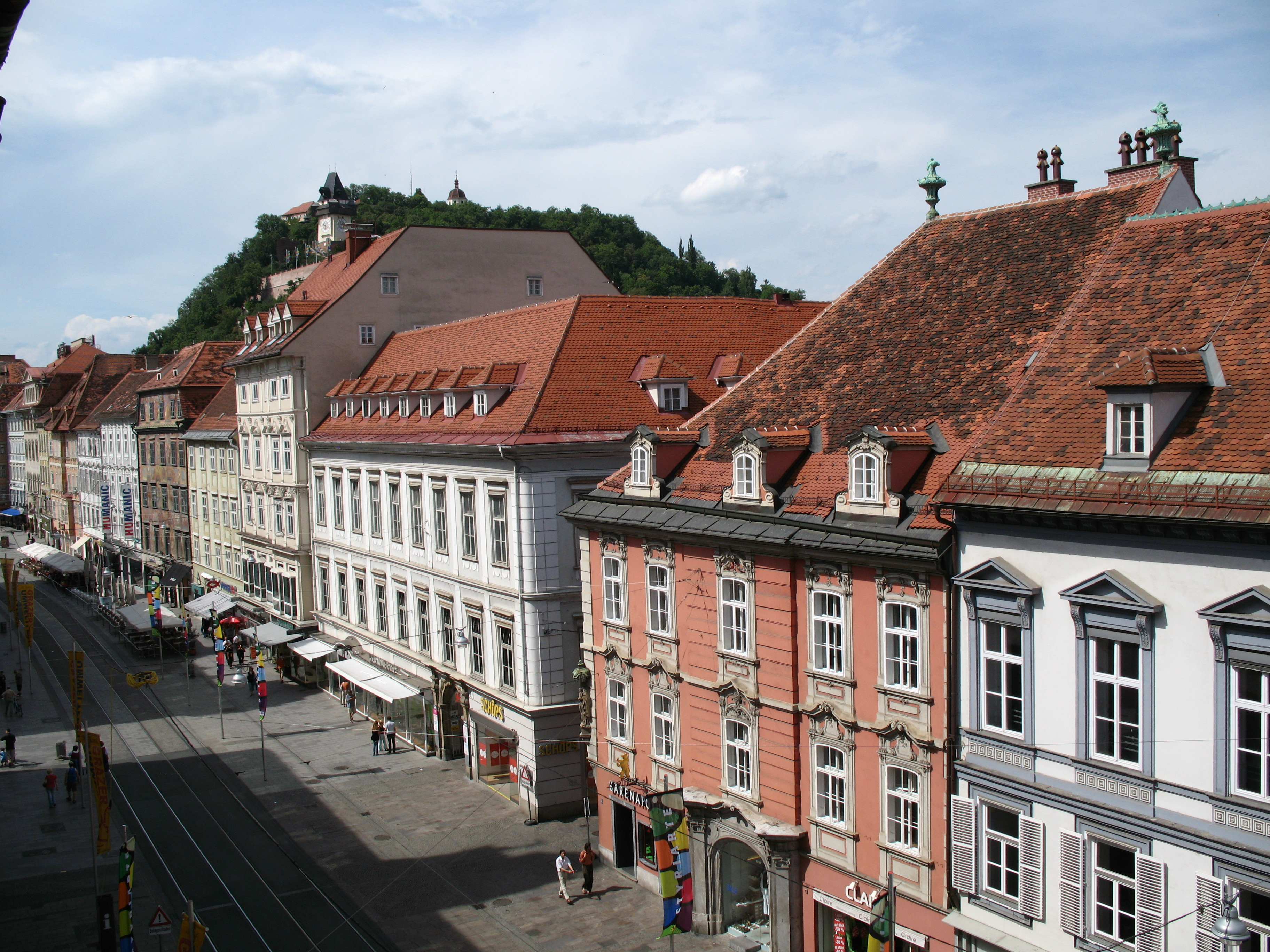
绅士街和城堡山

绅士街 (Herrengasse)是奥地利格拉茨市中心的一条巴洛克式大道，该市社会生活的中心。它在铁门连接主广场（Hauptplatz），另一端靠近格拉茨的公共交通中心Jakominiplatz。它呈南北方向，平行于穆尔河。1972年11月以来，格拉茨所有的有轨电车都经过绅士街，不允许私人车辆进入，主要供行人专用。

## 重要建筑
1号 – Salzburger Hof
2号 – Schranne,16世纪以前为法院，后来为市政厅
3号 – 画墙楼（Gemaltes Haus）
9号 – 将军宫（Generalihof） 
10号 – Caspar Antoni Forno咖啡馆（1747年）；1887年被拆除，并入新市政厅
13号 – Stubenbergsches Haus（拿破仑在格拉茨故居，1797年4月）
15号 – 旧海关（alte Hauptzollamtsgebäude）
16号 – 格拉茨州政厅（Landhaus）：该市第一座文艺复兴建筑
17号 - 施蒂利亚贴现银行（Steiermärkischen Escomptebank，1910），新巴洛克风格的建筑
23号 – 格拉茨圣血教堂（Stadtpfarrkirche zum Heiligen Blut）；
28号 – Thonethof